# Norra Tågsjötjärnen
Norra Tågsjötjärnen är en sjö i Sollefteå kommun i Ångermanland och ingår i Ångermanälvens huvudavrinningsområde. Sjön har en area på 0,0564 kvadratkilometer och ligger 279,9 meter över havet.

## Delavrinningsområde
Norra Tågsjötjärnen ingår i det delavrinningsområde (707864-153665) som SMHI kallar för Utloppet av Stor-Älgsjön. Medelhöjden är 281 meter över havet och ytan är 20,58 kvadratkilometer. Det finns inga avrinningsområden uppströms utan avrinningsområdet är högsta punkten. Nordån som avvattnar avrinningsområdet har biflödesordning 4, vilket innebär att vattnet flödar genom totalt 4 vattendrag innan det når havet efter 148 kilometer. Avrinningsområdet består mestadels av skog (70 procent). Avrinningsområdet har 2,87 kvadratkilometer vattenytor vilket ger det en sjöprocent på 13,9 procent.